# Muscle pyramidal de l'auricule
Le muscle pyramidal de l'auricule (ou muscle pyramidal du pavillon ou faisceau accessoire du muscle du tragus de Sappey ou faisceau superficiel du muscle du tragus de Sappey) est un muscle cutané inconstant intrinsèque de l'oreille.

## Origine
Le muscle pyramidal de l'auricule nait du sommet du tragus.

## Insertion
Le muscle pyramidal de l'auricule se termine en haut sur l'épine de l'hélix.

## Innervation
Le muscle pyramidal de l'auricule est innervé par une branche temporo-faciale du nerf facial.

## Action
Le muscle pyramidal de l'auricule rapproche l'hélix et le tragus.